# 黄古竹
黄古竹（学名：Phyllostachys angusta）为禾本科刚竹属下的一个种。